# Mainz-Finthen
Finthen ist ein Ortsbezirk der rheinland-pfälzischen Landeshauptstadt Mainz.
Er ist der westlichste Ortsbezirk der Stadt. Seit Finthen 1969 im Rahmen der Gebietsreform eingemeindet wurde, verändert sich das Ortsbild kontinuierlich vom ländlich geprägten Ort hin zum Wohnbezirk. Die Ausweisung großer Neubaugebiete (Katzenberg – Römerquelle – Königsborn) ließ die Einwohnerzahl von ca. 7000 im Jahre 1969 auf mehr als 14.500 im Jahr 2024 ansteigen. In der Landwirtschaft überwiegt der Anbau von Sonderkulturen. Insbesondere durch den Finther Spargel ist der Ort über seine Grenzen hinaus bekannt.

## Nachbarstadtteile und -gemeinden

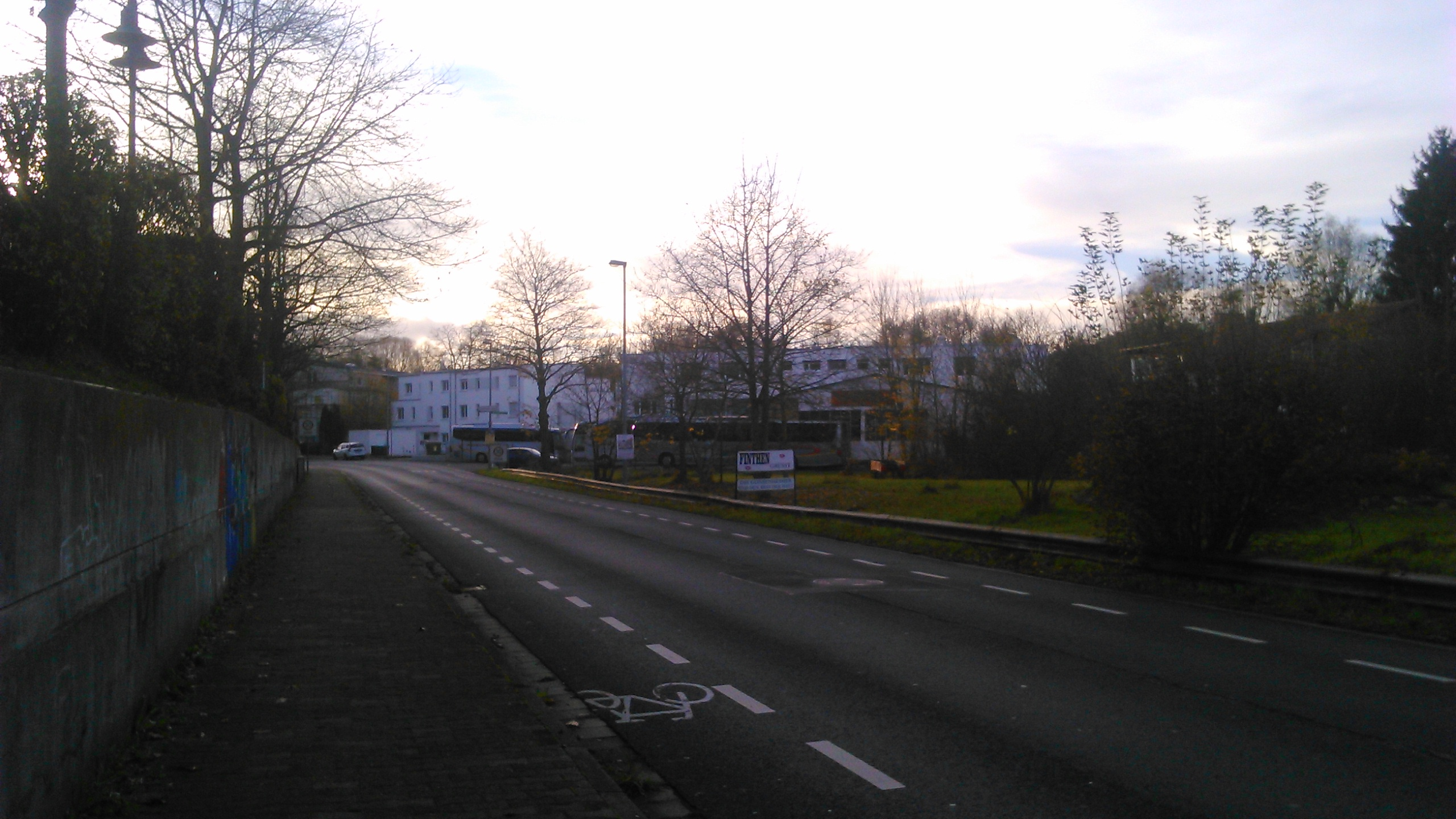
Einfahrt aus Richtung Gonsenheim

Folgende Gemeinden bzw. Mainzer Stadtteile grenzen im Uhrzeigersinn an Finthen:
im Norden Budenheim, im Osten Mainz-Gonsenheim, im Südosten Mainz-Drais, im Süden Ober-Olm, im Südwesten Essenheim, im Westen der Ingelheimer Stadtteil Wackernheim und im Nordwesten das ebenfalls zu Ingelheim gehörende Heidesheim am Rhein.

## Geschichte

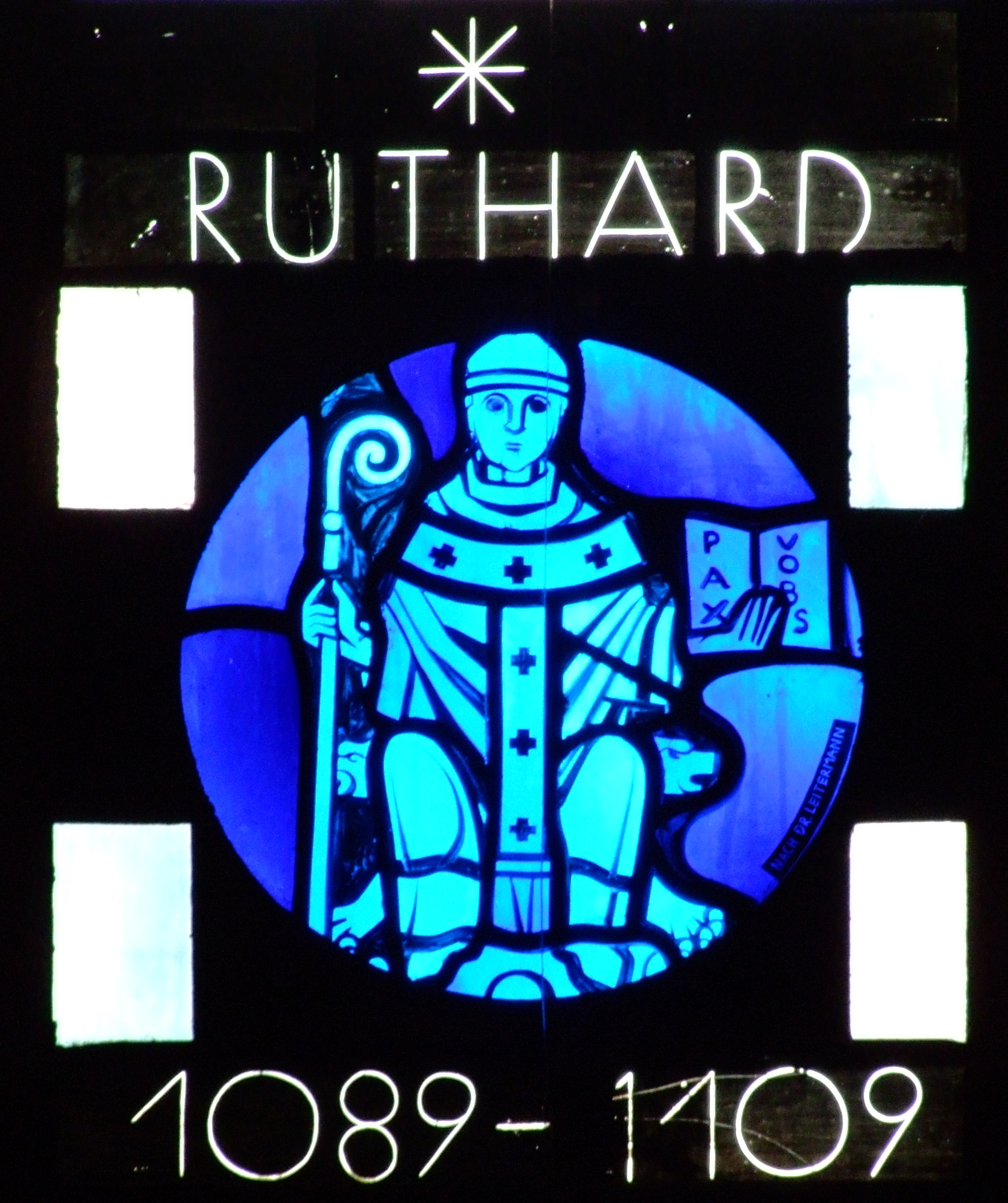
Glasbild des Erzbischofs Ruthard im Dom zu Mainz

Das heutige Mainz-Finthen wird 1092 erstmals urkundlich als Fundene erwähnt. Der Mainzer Erzbischof Ruthard schenkte den Mainzer Domherren verschiedene Besitzungen und Einkünfte, darunter auch Finthen. Der Ort selbst ist wesentlich älter, der archäologische Nachweis beruht jedoch auf Gelegenheits- und Oberflächenfunden, systematische Grabungen fehlen. Dennoch kann folgendes Bild gezeichnet werden.
Bereits in der Jungsteinzeit finden sich ab 4500 v. Chr. Siedlungsspuren unterschiedlicher Steinzeitkulturen in der Gemarkung, mit Schwerpunkt im oberen Aubachtal. In der Bronzezeit scheint sich der Siedlungsschwerpunkt in das obere Tal des Königsborn zu verlagern, um in der keltischen Eisenzeit den Standort abermals zugunsten des Aubachtals zu wechseln. Mit der beginnenden römischen Okkupation verschwinden die Kelten von der archäologischen Landkarte Finthens. Ob sie in Cäsars Gallischem Krieg vernichtet wurden oder sich in das rechtsrheinische Germanien absetzten, ist unklar.
Unter Kaiser Augustus wurde die Rheinfront um 13 v. Chr. als römische Reichsgrenze ausgebaut. Die heutige Finther Gemarkung wurde von einer römischen Fernstraße durchzogen, deren Trassenführung von Mainz nach Bingen noch heute im Bereich der Saarstraße/Landstraße 419 bzw. der Kurmainz- und Flugplatzstraße nachvollziehbar ist. Im 1. Jahrhundert wurde im Bereich des Katzenbergs ein Tempel errichtet, der Mercurius und Rosmerta geweiht war. Ein römischer Vicus bildete sich nicht aus, die Siedlungsstruktur bestand aus weit auseinander liegenden Einzelgehöften, sogenannten villae rusticae, erneut oder sogar in Kontinuität zur keltischen Siedlung mit Schwerpunkt im oberen Aubachtal. Aber auch im heutigen Ortsgebiet fanden sich Spuren römischer Gehöfte, so beispielsweise in der Bieroth- und der Mühltalstraße. Vom Königsborn aus führte ein Seitenarm der römischen Wasserleitung nach Mogontiacum (Mainz). Deren Überreste wurden von Joseph Fuchs erforscht und beschrieben.
Wann und wie die römische Präsenz in Finthen endete und die fränkische Landnahme begann ist archäologisch nicht nachvollziehbar. Es spricht einiges dafür, dass um die Mitte des 5. Jahrhunderts ein kontinuierlicher Übergang stattfand. Die Bevölkerung des römischen Kulturkreises (Romanen) scheint über Generationen hinweg in der zugewanderten, fränkischen Bevölkerung aufgegangen zu sein. Als Beleg kann die Tradierung der römischen Gebietsbezeichnung (fontanetum) und der sich daraus entwickelnde Ortsname fundene gelten. Als zusätzliches Indiz einer kontinuierlichen Besiedlung kann die Tatsache gelten, dass in unmittelbarer Nähe einer römischen villa rustica ein merowingischer Adelshof mit Gräberfeld (Mühltalstraße/Am Keltenlager) entstand, bzw. dass sich der heutige Ortskern im Bereich einer zweiten villa rustica entwickelte. Letztere ist nur indirekt durch den Fund zweier Sarkophage 1969 in der Bierothstraße nachzuweisen.
Die frühmittelalterliche Epoche Finthens ist bis auf das Gräberfeld abseits des Ortsmittelpunkts wenig erforscht. Aufgrund der relativ geringen Belegungsstärke und einiger Grabbeigaben wird es einem fränkischen Adelshof zugeordnet. Dieser könnte in Kontinuität zu der römischen villa rustica stehen, deren Gräber in unmittelbarer Nähe in der Mühltalstraße gefunden wurden.
Wann der eigentliche Ort Finthen, wie er heute existiert, entstand, liegt vorerst im Dunkeln. Es kann nur vermutet werden, dass sich parallel zu dem fränkischen Adelshof eine zweite Siedlungsstelle im Bereich um die heutige Kirche St. Martin entwickelte, die zur Keimzelle Finthens wurde. Ob die Wahl der Örtlichkeit in Zusammenhang mit einer villa rustica steht, deren Gräber in der Bierothstraße gefunden wurden, ist archäologisch zwar nicht nachgewiesen, liegt aber nahe. Spätestens in karolingischer Zeit dürfte sich der Ort an der heutigen Stelle etabliert haben.
Aufgrund einiger späterer Urkunden und der Erwähnung des Königsborns bzw. der Königsstraße ist anzunehmen, dass es sich bei der Finther Gemarkung um Reichsgut handelte.
Dieses Reichsgut gelangte im Laufe der Jahrhunderte in den Besitz der Mainzer Erzbischöfe. 1092 wurde es schließlich den Domherren geschenkt. Infolgedessen erlangte der Dompropst die Ortsherrschaft.
Mit der Ausbildung der Territorialstaaten wurde Finthen ein Bestandteil von Kurmainz.
1797 gelangte Finthen infolge des Ersten Koalitionskriegs an Frankreich. Die nunmehr französische Gemeinde lag im Kanton Niederolm, der zusammen mit 37 weiteren Kantonen das Département Donnersberg bildeten.
Nach dem Zusammenbruch der französischen Herrschaft am Rhein 1813/14 und der Neugliederung der deutschen Staaten (Wiener Kongress) wurde Finthen 1816 mit großen Teilen ehemaliger Kurmainzer Gebiete, dem Großherzogtum Hessen eingegliedert. Die auf diese Weise neu geschaffene Provinz erhielt 1818 offiziell den Namen Rheinhessen. Im Jahr 1939 wurde der Finther Wald gerodet, um den Flugplatz Mainz-Finthen zu errichten. Finthen blieb bis zum Zusammenbruch des Dritten Reichs 1945 hessisch.
Nach der Potsdamer Konferenz im August 1945 lag Finthen in der französischen Besatzungszone aus der 1946 das Land Rheinland-Pfalz entstand. 1949 wurde Rheinland-Pfalz Teil der neu gebildeten Bundesrepublik Deutschland.
Die selbstständige Gemeinde Finthen lag im Landkreis Mainz. Am 7. Juni 1969 wurde sie in Folge der Durchführung des „4. Landesgesetzes über die Verwaltungsvereinfachung im Land Rheinland-Pfalz“ nach Mainz zwangseingemeindet. Aus Finthen bei Mainz wurde der Stadtteil Mainz-Finthen. Finthen wird seit diesem Zeitpunkt von einem Ortsvorsteher verwaltet; die eigentlichen Entscheidungen werden im Stadtrat von Mainz getroffen.
Am 16. und 17. November 1980 feierte Papst Johannes Paul II. im Rahmen seines ersten großen Pastoralbesuchs in Deutschland auf dem Finther US Army Airfield mit ca. 200.000 Gläubigen die Heilige Messe.
Am 7. September 1991 fand eines der zuschauerstärksten Rockkonzerte aller Zeiten in Deutschland auf dem US Army Airfield statt. Ca. 180.000 Zuschauer wurden beim Konzert der Monsters of Rock Tour mit AC/DC, Metallica, Mötley Crüe, Queensrÿche und The Black Crowes gezählt.

## Politik
Der 2024 gewählte Ortsbeirat vertritt die Belange des Ortsbezirks gegenüber der Stadt Mainz und besteht aus 13 Mitgliedern. Stärkste Fraktion wurde die SPD mit vier Sitzen, sie löste die CDU in dieser Position ab (Details zur aktuellen Sitzverteilung siehe Infobox).
Ortsvorsteher von Finthen ist seit 2019 Manfred Mahle (SPD). Er löste den zuvor seit 1994 amtierenden Herbert Schäfer (CDU) ab, der 2019 nicht mehr zur Wahl antrat. Bei der Stichwahl am 23. Juni 2024 konnte sich Manfred Mahle mit einem Stimmenanteil von 57,1 % erneut durchsetzen, nachdem beim ersten Wahlgang am 9. Juni keiner der ursprünglich fünf Bewerber eine ausreichende Mehrheit erreichen konnte.

## Wappen

### Beschreibung

Das Finther Wappen vor der Reform und heute

In einem rot-weiß geteilten Schild ein Hufeisen in verwechselnden Farben.

### Geschichte und Bedeutung
Erstmals taucht das Wappen in einem Gerichtssiegel von 1756 auf. Die genaue Bedeutung des Wappens ist unbekannt und kann nur interpretiert werden. Das Hufeisen dürfte als landwirtschaftliches Symbol zu sehen sein. Es steht synonym für das Pferd, dem wichtigsten Arbeitstier der Bauern. In anderen Gemeindewappen weist das Hufeisen direkt auf die bestehende Pferdezucht, auf einen Schmied oder aber auf die Eisengewinnung hin. In Finthen kann ein solch konkreter Bezug nicht hergestellt werden.
Das heutige Wappen stammt aus dem Jahr 1965 und ging aus einer Wappenreform hervor. Bis 1965 führte die Gemeinde Finthen ein silbernes Hufeisen auf rotem Grund. Die Farben des Wappens scheinen von den Mainzer Farben und den Farben des Domkapitels, nämlich weiß und rot, beeinflusst zu sein und weisen damit auf die enge geschichtliche Verbundenheit hin.

## Sehenswürdigkeiten

### Rund um die Kirche und den Ortsmittelpunkt

Die neoromanische, Katholische Pfarrkirche St. Martin mit älterem Turm von Süden

#### Katholische Kirche St. Martin
1852–1854 war das Langschiff der Kirche als dreischiffige Pfeilerbasilika im neoromanischen Stil an Stelle eines älteren, gotisch/barocken Vorgängerbaus errichtet worden. Einzig der im Grundriss quadratische Turm blieb erhalten. Die Untergeschosse sind spätgotisch, in der alten Glockenstube ist ein Maßwerkfenster mit der Inschrift 1519 datiert. Über sein genaues Alter gibt es keine eindeutigen Erkenntnisse, in einer Festschrift von 1948 werden karolingische Stilmerkmale im unteren Turmteil angesprochen, jedoch nicht näher erläutert. Einzig die typische Lage der Kirche auf einem kleinen, den Ort überragenden Hügel, deutet in eine fränkische Gründungszeit hin. An der südlichen Außenwand des Turmes ist ein hohes Steinkreuz aus dem 18. Jahrhundert errichtet, das ursprünglich mit Darstellungen von Maria und Johannes als Wandgemälde eine Kreuzigungsgruppe bildete. Ursprünglich handelte es sich wahrscheinlich um ein Friedhofskreuz.
Tatsächlich wird erst 1318 ein Finther Pfarrer Starkrad erwähnt, es kann davon ausgegangen werden, dass zu diesem Zeitpunkt ein kleinerer, romanischer Vorgängerbau bestand. Diese Kirche wurde entweder im gotischen Stil überformt oder durch einen gotischen Neubau ersetzt. Im Dreißigjährigen Krieg wurde die Kirche stark beschädigt und scheinbar unter Verwendung der noch vorhandenen Substanz im barocken Stil wieder aufgebaut. 1700 erhielt die Kirche einen barocken Chor. 1852 fiel die Entscheidung für einen größeren Neubau aus Hausteinmauerwerk an gleicher Stelle, der am 7. September 1854 eingeweiht wurde. 1910 wurde der Turm um eine Glockenstube im neugotischen Stil aufgestockt. Seit diesem Zeitpunkt präsentiert sich die Kirche nahezu unverändert in ihrem heutigen Aussehen.
Der Innenraum des Langhauses weist eine verbretterte Flachdecke über Unterzügen auf. Der Obergaden des Mittelschiffs wird durch Rundbogenfriese und Lisenen gegliedert, die Seitenschiffe durch Blendarkaden. Über einer dreiteiligen Arkatur befindet sich die Westempore mit Orgel. Die ehemalige Krypta dient heute als Heizungskeller. Im nördlichen Teil befindet sich die Sakristei, im südlichen Teil eine Marienkapelle mit separatem Zugang. Die ursprüngliche Ausmalung des Chores (1854–56) durch August Gustav Lasinsky ist heute stark verändert, aber noch erhalten. Hingegen fiel die 1894 im Stil der Nazarener erfolgte Ausmalung des Langschiffs einer Renovierung von 1963 zum Opfer. In der Kirche befinden sich wertvolle spätgotische und barocke Bildwerke.

#### Kloster Finthen von 1851

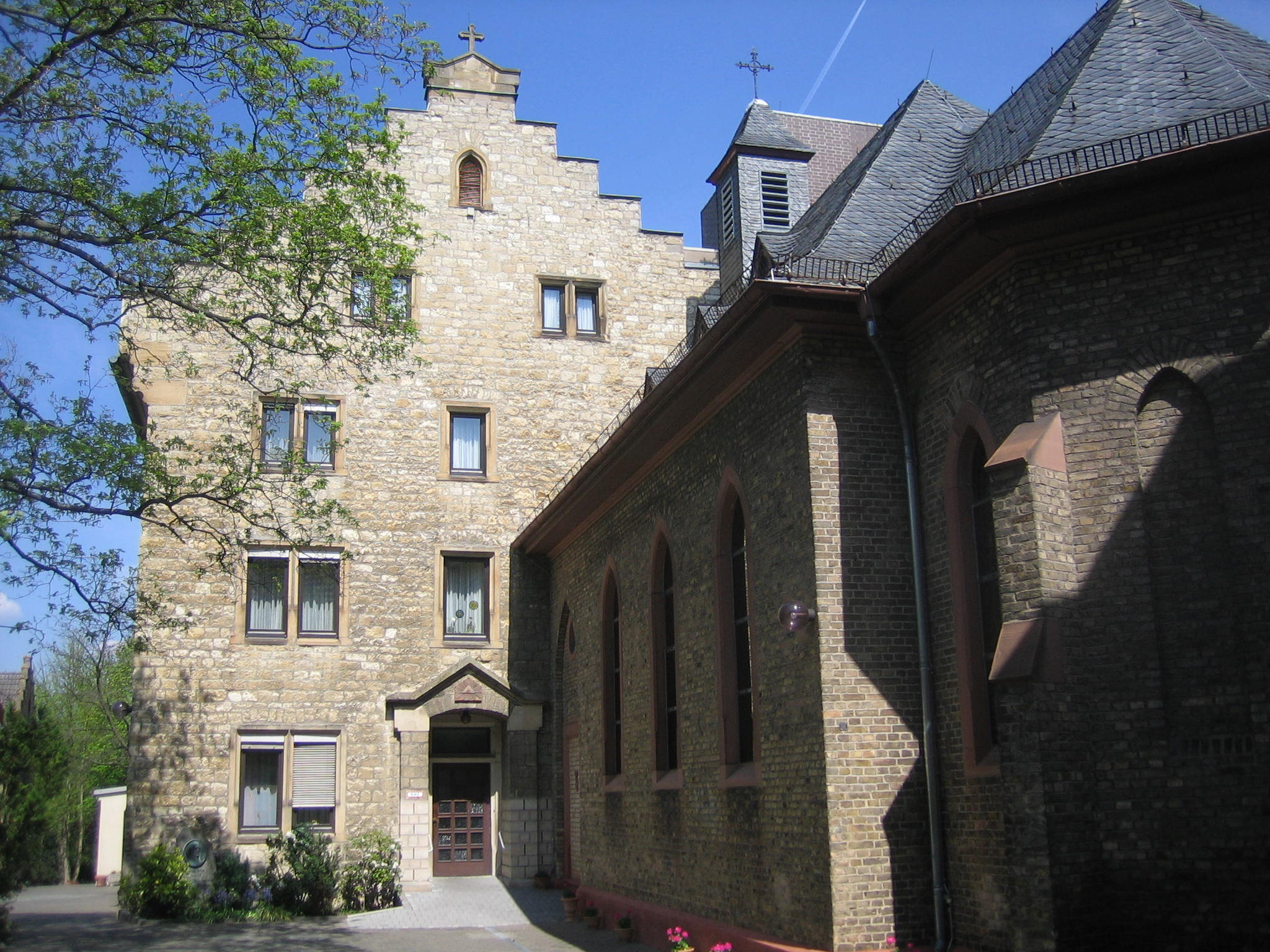
Der Innenhof des Klosters von 1851

Das Kriegerdenkmal von 1875 neben dem Seitenportal der Katholischen Kirche St. Martin

Bereits kurz nach seinem Amtsantritt als Bischof von Mainz gründete Wilhelm Emmanuel von Ketteler in Finthen das Kloster.
Siehe 

#### Kriegerdenkmal von 1875
1875 wurde ein Ehrenmal für die Gefallenen des Krieges 1870/71 errichtet. Die Inschrift lautet: „Zur Erinnerung / an den / siegreichen Feldzug / 1870 – 1871 / Jhren / tapferen Kriegern / die / dankbaren Bewohner / 1875“. Ursprünglich stand das Denkmal weiter südlich auf der Straße. Im Rahmen der Errichtung eines Ehrenhofs für die Gefallenen des Ersten Weltkrieges im Jahr 1939 wurde das Kriegerdenkmal weiter nach Norden versetzt, um vom Ortsmittelpunkt freie Sicht auf das neue Denkmal zu erhalten. Seitdem steht es seitlich versetzt in der Nähe des Seitenportals der Katholischen Kirche St. Martin.
Bei dem Denkmal handelt es sich um einen Obelisken aus Rotsandstein mit abgestumpften Sockel und einem Postament mit Giebeln. Auf der Vorderseite befindet sich die Inschrift und Reliefschmuck bestehend aus Trophäen und Eisernem Kreuz. Auf den Seiten und der Rückseite sind die Namen der Gefallenen eingezeichnet.

Das Ehrenmal für die Gefallenen des Ersten und Zweiten Weltkrieges

#### Kriegerdenkmal für die Gefallenen des Ersten und Zweiten Weltkrieges
1939 entstand in der Zeit des Nationalsozialismus zunächst das Ehrenmal für die Gefallenen des Ersten Weltkrieges nach Entwürfen des Bildhauers Peter Dienstdorf, Wiesbaden. Es war als Ehrenhof konzipiert. Die ursprünglich alleinstehende, 12 Meter hoch aufragende Stele aus Muschelkalkquadern wird von einem goldenen Eisernen Kreuz bekrönt. Auf der Vorderseite befindet sich der Kopf eines Soldaten, darüber die Inschrift:
DEUTSCHES / VOLK / IN DEINEN / HÄNDEN / TRÄGST DU / EHRE, / FREIHEIT,
Seitlich finden sich auf Konsolen zwei überlebensgroße fast vollplastische Heldenfiguren mit Schwert bzw. Fackel. Die Stele wurde ehemals von drei Seiten von einer Bruchsteinmauer umrahmt, wobei die hintere Wand etwas höher war. An ihr befinden sich vier Tafeln mit den Namen der Gefallenen. Um das Denkmal im Sinne der damaligen Machthaber richtig Szene setzen zu können, mussten alle Gebäude und Bauwerke, welche die Sichtachse behinderten, weichen. Zwei die Sicht versperrende Gebäude wurde deshalb abgerissen. Eine Lourdesgrotte, die ursprünglich in Höhe des Kirchturms stand, musste ebenso weichen wie das Kriegerdenkmal von 1875. Der Ehrenhof ist das einzige öffentliche Bauwerk Finthens aus nationalsozialistischer Zeit.
1960 wurde die Stele um einen Betonring auf sechs Betonsäulen ergänzt, wobei jede Säule ein Kriegsjahr symbolisiert. Auf diesem „Kranz“ steht umlaufend die Inschrift:
+ 1939–1945 + BEWAHRET IHR BÜRGER DAS BILD DER GEFALLENEN IN EUREN HERZEN / UND SETZET IN TÄTIGEM LEBEN ALS MAHNUNG DEN TOTEN EIN DENKMAL
Die westliche (linke) Seitenmauer wurde erhöht, die östliche (rechte) entfernt. An ihrem ehemaligen Endpunkt befindet sich ein Pfeiler, an dem eine Bronzetafel mit Kreuz und folgender Inschrift angebracht ist:
GEDENKET / DER / TOTEN / UND / VERMISSTEN / DES / 2.WELT- / KRIEGES / 1939–1945
Durch die Veränderungen in den 1960er Jahren wurde der ursprüngliche Charakter der Anlage erheblich verändert.

Das ehemalige erste Schulhaus Finthens, rechts das alte Rathaus

#### Ehemaliges Schulhaus
Das ehemalige Schulhaus, heute Kirchgasse 2, wurde gegen Ende des 18. Jahrhunderts als schlichter, zweigeschossiger barocker Bau mit Walmdach errichtet. Das genaue Entstehungsdatum ist nicht bekannt, der erste Lehrer in Finthen wird jedoch 1771 erwähnt. Es ist anzunehmen, dass der Bau der Schule damit in Zusammenhang steht. Im Ersten Weltkrieg wurden russische Gefangene in dem Gebäude untergebracht. Noch heute wird es deshalb im Volksmund „Russehaus“ genannt. Später verlor das Haus seine ursprüngliche Funktion und wurde gemeinsam mit dem Alten Rathaus an Privatpersonen verkauft, die es grundlegend sanierten.

#### Altes Rathaus

Das alte, barocke Rathaus Finthens im Jahr 2003

Die Straßenansicht des ehemaligen Adelshofs

Die Hofansicht des ehemaligen Adelshofs

Das Alte Rathaus ist im Kern das älteste Gebäude Finthens aus dem 15. und 16. Jahrhundert. Es steht in etwa in der Mitte der Poststraße und teilte Finthen in Ober- und Unterdorf. Das Gebäude ragte ursprünglich weiter in die Straße, wie an den dicken, hervorstehenden Mauern noch erkennbar ist. Die Frontmauer weist zudem keine Verbindung zu den Seitenmauern auf. Ursprünglich diente das Gebäude im 17. Jahrhundert als Gerichtshalle, der untere Teil war als Bogenhalle konzipiert. Diese wurde 1854 zugemauert. Die so entstandenen Räume dienten als Spritzenhaus und Armenwohnung. Die erste Etage wurde bis in die 1950er Jahre als Schulraum genutzt. Seit 1899 beherbergte das Gebäude auch die großherzogliche Bürgermeisterei. 1927 benötigte die Verwaltung mehr Platz und zog in das damals neue Rathaus in der heutigen Poststraße 69 um. Damit verlor das alte Rathaus seine ursprüngliche Funktion und verfiel immer mehr, bis es 1969 sogar abgerissen werden sollte. Privatpersonen kauften es jedoch zusammen mit der ehemaligen, benachbarten Schule und sanierten es. Dabei wurden die Rundbogen wieder freigelegt. Der ehemalige Innenhof wurde 1970 überdacht und dient heute als Sparkasse. Der doppelgeschossige traufständige Barockbau mit Krüppelwalmdach hatte ursprünglich noch einen Dachreiter, der 1806 im Zuge einer Renovierung verschwand.

#### Ehemaliger Adelshof
1697 erwarb der Mainzer Weihbischof Johann Edmund Gedult von Jungenfeld von dem Grafen Rudolph von Stadion ein in Finthen gelegenes reichsfreies Hofgut. Dazu gehörten Stallungen, eine Scheune und ein 1 Hektar großer Garten in dem sich ein Weiher mit Insel und Weiherhaus befand. Ursprünglich gehörte der Besitz Hugo Lerch von Dirmstein, der ihn im gleichen Jahr an das Noviziat der Jesuiten veräußert und dies kurz danach an den Grafen von Stadion verkauft hatten.
1719/20 ließ Gedult von Jungenfeld an der Stelle des alten Wohngebäudes ein neues Herrenhaus errichten. Dieses ursprünglich zweigeschossige Gebäude beinhaltete die typischen barocken Stilelemente der Zeit, ein Krüppelwalmdach, geohrte Fensterrahmen und eine profilierte Sandsteingliederung. Das hofseitige barocke Portal ist noch heute erhalten und wird von dem Wappen des Weihbischofs und der lateinischen Bauinschrift gekrönt.
PRO FAMILIA / EDMVUNDVS DE IVNGEN / FELT EP(iscop)VS MALLENSIS SVF(-) / FRAGANEUS MOGNVS / THEOL(ogiae) DOCTOR ET S. PETRI / B. M. VIRG(inis) AD GRADVS ET S. / CRVCIS DECANVS EX(-) / STRVCXIT ANNO / 1719
Die Übersetzung lautet: Für die Familie. Edmund von Jungenfeld, Titularbischof von Mallos, Weihbischof in Mainz, Doktor der Theologie, Dekan des St. Peterstifts, des Liebfrauenstifts zu den Staffeln und des Heiligkreuzstifts, erbaute (dieses Haus) 1719.
Am 31. August 1727 verstarb der Weihbischof und wurde im Chor der Liebfrauenkirche bestattet. Haus, Garten und Ländereien verblieben zunächst im Besitz der Familie, wurden dann aber verkauft. 1808 ist ein Eigentümer Rehm bekannt, danach ein Freiherr von Sturmfeder und 1818 Matthias Reichert. Dieser errichtete in dem ehemaligen Adelswohnsitz eine Wirtschaft mit Tanzsaal, nicht zu verwechseln mit dem späteren Saalbau im Gartenareal. 1830 schließlich erwarb die Gemeinde das Areal, behielt aber nur den bebauten Teil des Anwesens. Das Wohnhaus wurde zum Schulhaus mit Lehrerwohnungen umfunktioniert. Scheune und Stall verblieben ebenfalls in Gemeindebesitz, während die Äcker und der Große Garten veräußert wurden.
Es sei an dieser Stelle nur kurz erwähnt, dass der Garten mehrfach den Besitzer wechselte, als solcher aber bis 1899 erhalten blieb. Dann erwarb Philipp Friedrich Veit das Gelände, errichtete einen Saalbau (Jungenfeldscher Garten), der bis 1974 bestand, und parzellierte das Gelände, das in der Folgezeit bebaut wurde.
1868 brannte die Scheune des ehemaligen Hofgutes ab. An ihrer Stelle wurde das zweite Finther Spritzenhaus errichtet, das 1885 dem Neubau der Jungenschule – später als Post und heute (Stand Oktober 2011) als Wohnhaus genutzt – weichen musste. Das ehemalige Jungenfeldsche Wohnhaus wurde zeitgleich aufgestockt und nur noch für Lehrerwohnungen genutzt, wie lange, ist derzeit jedoch nicht bekannt. Obwohl der zweite Stock optisch an die bestehenden Geschosse angeglichen wurde, verlor das Haus insbesondere durch das neue, flachere Dach seine ursprünglich harmonischen Proportionen.
Mit der Eingemeindung Finthens 1969 ging das Gemeindeeigentum an die Stadt Mainz über, so auch das Haus Poststraße 48, das mittlerweile als Mietshaus genutzt wurde. Diese Nutzung dauert bis heute an.
Durch die kontinuierliche Nutzung und blieb der ehemalige Adelshof, wenngleich auch baulich verändert, erhalten. Gemeinsam mit dem gegenüberliegenden „Alten Rathaus“ und der Kirche St. Martin, dominiert das ortsgeschichtliche Kleinod den Ortsmittelpunkt.

### In und um Finthen

Die Villa Claß mit dem Lebensbaum

#### Villa Claß
Die Villa Claß, ein dreiseitig freistehendes Wohnhaus in der Prunkgasse, wurde ursprünglich 1850 erbaut. Um 1900 wurde das Haus durch Heinrich Claß aufgestockt und ein Erker sowie ein heute nicht mehr vorhandener Altan aus Holz hinzugefügt. Die nördliche Giebelfassade zeigt über dem ehemaligen Bereich des Altan, dessen Zugangstür noch zu erkennen ist, eine restaurierte Jugendstilmalerei, bestehend aus Lebensbaum, Sonne und Fachwerk.
Der Mainzer Rechtsanwalt Claß, nach dem die Villa benannt wurde, war Vorsitzender des Alldeutschen Verbandes, welcher in Verbindung mit antirepublikanischer und antisemitischer Agitation die Errichtung einer „nationalen Diktatur“ forderte.

#### Hessendenkmal
Das 1858 errichtete Hessendenkmal erinnert an die Belagerung von Mainz. Siehe auch Hessendenkmal Finthen.